# Bruchomorpha suturalis
Bruchomorpha suturalis är en insektsart som beskrevs av Melichar 1906. Bruchomorpha suturalis ingår i släktet Bruchomorpha och familjen Caliscelidae. Inga underarter finns listade i Catalogue of Life.